# Мухоловка червоногорла
Мухоло́вка червоногорла (Ficedula rufigula) — вид горобцеподібних птахів родини мухоловкових (Muscicapidae). Ендемік Індонезії.

## Поширення і екологія
Червоногорлі мухоловки мешкають на островах Сулавесі і Бутон. Вони живуть в підліску вологих рівнинних і гірських тропічних лісів, в заболочених лісах і вторинних заростях. Зустрічаються парами, переважно на висоті до 600 м над рівнем моря, місцями на висоті до 1000 м над рівнем моря. Живляться переважно комахами.